# Шнейдерова, Наталия Евгеньевна
Наталия Евгеньевна Шнейдерова (род. 16 ноября 1978, Москва) — российский продюсер кино и телевидения. Член Академии Российского телевидения (с 2010 года), член Ассоциации продюсеров кино и телевидения, соучредитель продюсерской компании COSMOS studio (с 2015 года).

## Биография
Наталия Шнейдерова родилась в Москве. После окончания школы поступила на социологический факультет МГУ, окончила его в 2000 году.
Начала работать на телевидении в 1995 г., будучи студенткой, в качестве ассистента в программе «Добрый вечер с Игорем Угольниковым».
Первая самостоятельная продюсерская работа Шнейдеровой — российская адаптация телепроекта «Телепузики» британского канала ВВС.
В 2002 г. Шнейдерова стала ведущим продюсером, затем — главным продюсером компании «Амедиа». При участии и под её руководством созданы знаковые проекты компании. Многократный лауреат «ТЭФИ», член фонда «ТЭФИ».

## Профессиональная деятельность
С 1996 г. работает на телевидении: информационный канал «Деловая Россия» (РТР), программа «Добрый вечер с Игорем Угольниковым» (РТР).
1997—2002 — телеканал РТР («Россия»). В 1997 перешла в Дирекцию кинопоказа, где участвовала в закупке, программировании и продвижении теле- и кинопроектов телеканала.
В 2002 году пришла в компанию «Амедиа» на должность руководителя проектов, в 2004 году — руководитель департамента креатива и планирования производства «Амедиа». В 2005 стала главным продюсером компании «Амедиа».
Среди сериалов, созданных Александром Акоповым (президент «Амедиа») и Наталией Шнейдеровой, — такие рейтинговые проекты, как телероман «Бедная Настя» (продан в 25 стран мира, «Моя прекрасная няня», телероман «Не родись красивой», мистический триллер «Закрытая школа», историческая драма «Екатерина».
В 2010 году стала членом Академии российского телевидения.
В 2015 году вместе с Акоповым создала продюсерскую компанию COSMOS studio.

## Личная жизнь
Была замужем за архитектором Александром Цимайло. В браке родилось двое детей.
В апреле 2023 года вышла замуж за актёра Игоря Верника (род. 1963).

## Фильмография
- «Бедная Настя» (сериал, 2003—2004)
- «Холостяки» (сериал, 2004)
- «Грехи отцов» (сериал, 2004—2005)
- «Дорогая Маша Березина» (сериал, 2004)
- «Моя прекрасная няня» (сериал, 2004—2008)
- «Адъютанты любви» (сериал, 2005)
- «Не родись красивой» (сериал, 2005—2006)
- «Талисман любви» (сериал, 2005)
- «Люба, дети и завод…» (сериал, 2005—2006)
- «Все смешалось в доме…» (сериал, 2006)
- «Братья по-разному» (сериал, 2006)
- «Любовь как любовь» (сериал, 2006—2007)
- «Большие девочки» (сериал, 2006)
- «Кто в доме хозяин?» (сериал, 2006—2008)
- «Морозов» (сериал, 2007)
- «Короли игры» (сериал, 2007)
- «Право на счастье» (сериал, 2007)
- «Тридцатилетние» (сериал, 2007)
- «Вся такая внезапная» (сериал, 2007)
- «Татьянин день» (сериал, 2007—2008)
- «Судебная колонка» (сериал, 2007)
- «Петровка, 38. Команда Семенова» (сериал, 2008)
- «Монтекристо» (сериал, 2008)
- «Спальный район» (сериал, 2009—2010)
- «В одном шаге от Третьей мировой» (мини-сериал, 2009)
- «Наша Маша и Волшебный орех» (2009)
- «Солдаты. И офицеры» (сериал, 2010)
- «Осведомленный источник в Москве» (сериал, 2010)
- «Здесь кто-то есть...» (сериал, 2010)
- «Общая терапия 2» (сериал, 2010)
- «Тухачевский: Заговор маршала» (ТВ, 2010)
- «И примкнувший к ним Шепилов» (ТВ, 2011)
- «Здесь кто-то есть: Искупление» (сериал, 2011)
- «Мужчина во мне» (сериал, 2011)
- «Домработница» (ТВ, 2011)
- «Не плачь по мне, Аргентина!» (сериал, 2011)
- «Люба. Любовь» (мини-сериал, 2011)
- «Закрытая школа» (сериал, 2011—2012)
- «Васильки для Василисы» (ТВ, 2012)
- «Крепкий брак» (2012)
- «Спасти босса» (сериал, 2012)
- «Папа в законе» (мини-сериал, 2013)
- «Классная школа» (сериал, 2013)
- «Ангел или демон» (сериал, 2013)
- «Второй шанс» (мини-сериал, 2013)
- «Любит не любит» (сериал, 2013)
- «Принц Сибири» (сериал, 2014)
- «Луна» (сериал, 2014—2015)
- «Екатерина» (сериал, 2014)
- «Мужчина на вырост» (сериал, 2015)
- «Между двух огней» (сериал, 2015)
- «Семейные обстоятельства» (2016)
- «Похищение Евы» (мини-сериал, 2015)
- «Неизвестный» (сериал, 2016)
- «Екатерина. Взлёт» (сериал, 2016)
- «Екатерина. Самозванцы» (сериал, 2019)
- «Доктор Преображенский» (2020)
- «Елизавета» (сериал, 2022)

## Награды и премии
- 2006 — премия «ТЭФИ» в номинации «Продюсер» за сериал «Не родись красивой»[5].
- 2012 — премия «ТЭФИ» в номинации «Продюсер фильма/сериала» за сериал «Закрытая школа»[6].
- 2015 — проект «Екатерина», продюсером которого была Наталия Шнейдерова, получил премию «ТЭФИ» в номинации «Телевизионный фильм/сериал»[7] и премию «Золотой орёл» в номинации «Лучший телевизионный сериал (более 10 серий)»[8].